# ウシュエ・バルコス
ミレン・ウシュエ・バルコス・ベルエソ（Miren Uxue Barkos Berruezo, 女性, 1964年7月5日 - ）は、スペイン・ナバーラ県パンプローナ出身のジャーナリスト・政治家。現在はバスク民族主義党(EAJ-PNV)などで構成される選挙連合ゲロア・バイに所属しており、かつてはゲロア・バイの前身のナファロア・バイに所属していた。2004年から2015年までスペイン国会下院議員を3期務め、2015年から2019年までナバーラ州首相（レンダカリ）を務めた。

## 経歴
1964年にナバーラ県の県都パンプローナに生まれ、私立のナバーラ大学で情報科学を専攻した。国営のラジオ・ナシオナル・デ・エスパーニャ(RNE)とテレビシオン・エスパニョーラ(TVE)でニュースキャスターとして働いた。さらには地元紙のナバーラ・オイ紙でも働き、1990年からはバスク州の公共放送であるEITBで働いた。
ナバーラ州はバスク地方の中でもバスク民族主義勢力の影響力が弱い地域だったが、2004年にはアララル、バスク連帯(EA)、バツァーレ、バスク民族主義党(EAJ-PNV)が選挙連合ナファロア・バイを結成した。バルコスはどの政党の党員でもなかったが、同年3月の2004年スペイン議会総選挙ではナファロア・バイの筆頭候補に指名された。ナファロア・バイはナバーラ州選挙区で18%を獲得し、これは1977年のスペイン議会総選挙以後にバスク民族主義勢力が獲得した最高得票率となった。ナファロア・バイはスペイン国会で1議席を獲得し、バルコスが下院議員に就任した。
ナファロア・バイに参加していないバタスナからの批判の対象となっているものの、スペイン国会ではナバーラ州におけるバスク語とバスク文化の普及に努めた。また、2004年3月11日に発生したマドリード列車爆破テロ事件後には調査委員会のメンバーも担った。2007年から2015年にはナバーラ州政府の参事官も務めた。
ナファロア・バイは2008年スペイン議会総選挙でも1議席を獲得し、バルコスは下院議員の座を維持した。2011年スペイン議会総選挙の際にはナファロア・バイがゲロア・バイに発展。ゲロア・バイはやはり1議席を獲得し、筆頭候補のバルコスが引き続き下院議員を務めた。
2015年5月のナバーラ州議会議員選挙では、バルコスがゲロア・バイの筆頭候補となった。50議席中9議席を獲得したゲロア・バイはナバーラ住民連合(UPN)に次ぐ第2党だったが、自治州首相指名投票では第3党のエウスカル・エリア・ビルドゥや第4党のポデーモスなどと協力して過半数の26票を集め、バルコスがナバーラ州首相に指名された。7月22日にジョランダ・バルシーナの座を引きついでナバーラ州首相に就任し、これにともなって下院議員の座を退任している。